# 海龜號潛艇
海龜號潛艇（英語：Turtle），是美國獨立戰爭期間大陸軍建造的一艘潛艇。他是第一艘有文獻紀錄用於戰爭的潛艇。

## 历史
1775年，大卫·布什内尔入讀耶魯大學，並因興趣而研究水下炸藥及潛水軍艦，開始建造海龜號。美國獨立戰爭爆發後，布殊奈爾的研究引來部分革命派領袖的關注，認為可嘗試用潛艇對抗英國皇家海軍。由於這消息也被效忠派居民向英軍通報，故此留下了文獻紀錄。長島戰役結束後，喬治·華盛頓在9月初派出海龜號攻擊英國軍艦。不過，海龜號的攻擊只見於大陸軍的紀錄，兼且未有成功。10月海龜號另一次攻擊再告失敗，後來更隨著母艦被英軍擊沉。

## 外部連結
- Old Saybrook High School's recreation project
- The Handshouse Studio 2003 replica of Turtle